# 가리기누
가리기누(일본어: 狩衣)는 일본 헤이안 시대의 귀족의 평상복이다.
원래는 민간의 사냥옷이었기 때문에 이름이 붙었고, 그 실용성으로 차츰 귀족들이 평상복으로 많이 입게 되었다. 그 뒤 후대로 내려오면서 공식 복장으로써의 색채가 늘어, 히타타레(直垂)에 이어 4위 이상의 관위를 가진 무가(武家)의 예복으로써 입게 되었다. 다만 가리기누를 입고 입궐해 천황을 알현하는 것은 일절 허용되지 않았다. 에도 시대에는 무늬가 있는 것으로 만들어 예복으로 입었다. 근대에 들어 일본 신토의 신직(神職)의 평상복이 되었다.
가리기누 차림이란 속옷 위에 바지인 사시누키(指貫)를 입고, 그 위에 가리기누를 입는 것이었다. 또한 다테에보시(立烏帽子)를 썼다.
평상복이라는 특성상 가리기누의 색이나 무늬는 자유로웠지만, 금지된 색깔은 존재했다.
한편 흰색의 무늬 없는 가리기누나 사시누키는 「죠에」(淨衣)라 하여 신과 관련된 일에만 입었다.

## 가리기누의 역사

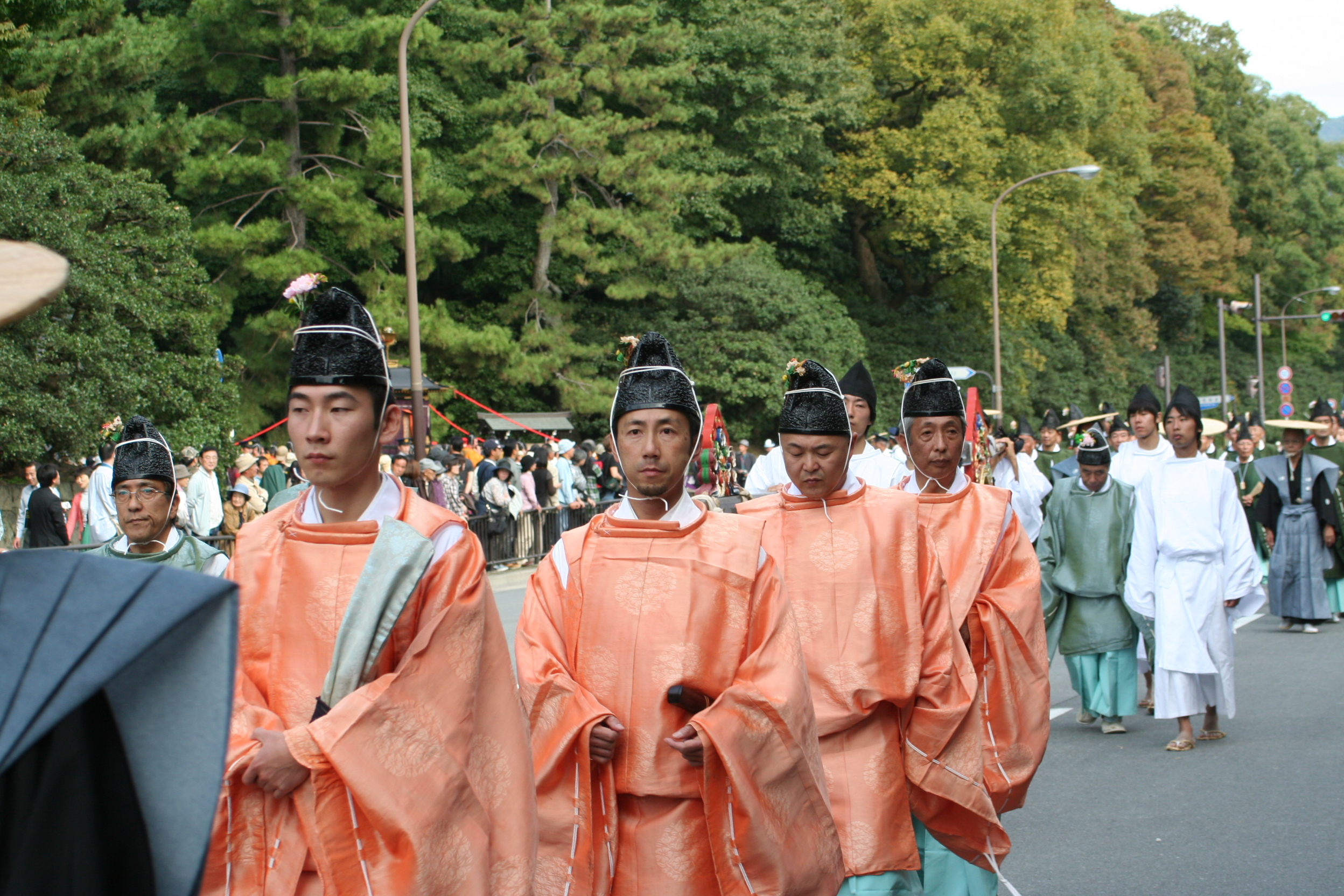
가리기누를 입은 남자들

가리기누는 원래 수도 중산계급 사람들이 입는 외출옷이었던 호이(布衣)에 유래했다. 포(布)라 불리는 글자에서도 알 수 있듯이 원래 삼베로 지은 소박한 것이었지만 활동성의 편함으로 귀족들이 매사냥 등에서 입었다、헤이안 초기에는 상황(上皇) 이하 귀족들이 일상에서 착용하였다. 이미 나라(奈良)・헤이안 전기에 천황의 매사냥에 동행하는 자들이 스리고로모(摺衣)라는 옷을 입었는데 그 영향으로 초기 가리기누는 摺りが 많았다. 《이세 이야기》(伊勢物語) 제1단에도 와카무라사키의 스리고로모(若紫の摺り衣)가 등장한다. 가리기누가 귀족의 일상용 의복이 되면서 옷감도 고급 견직물로 지었고, 고위 귀족들이 입는 옷을 「가리기누」(무늬 있음)라 부르고 그 외에는 호이(무늬와 안감 없음)라 부르게 되었다. 다만 일상용 옷이기에 궁중 출입은 허용되지 않았다.
헤이안 중기에는 국풍문화의 융성과 함께 「미야비」라는 가치관・미의식이 확대되었다. 귀족들은 가리기누 안팎의 색을 연구하여 안감의 색이 옅은 견(絹)을 통해 겉옷에 희미하게 비치는 모습의 「이로메」(色目)가 고안되었다. 다만 상급귀족은 40세를 맞는 것을 축하하는 잔치 뒤에는 노인으로 보일 수 있는 흰색을 입지 않았다.
인세이기에 이르면, 노시(直衣)와 함께 가리기누 차림으로 인노고쇼(院御所)에 드나드는 것이 일반화되었다. 상황(上皇) 본인도 가리기누 차림을 위한 「호이하지메」(布衣始) 의식 뒤에 자유로이 가리기누를 입는 것이 가능해지게 되었다. 고소데(白小袖)를 받쳐 입게 된 것도 이 무렵이다.
근세 무가 사회에서 가리기누는 예복으로 인정되었고, 무가에서는 시종(侍従)이 되지 않은 4위 관위 소지자가 정월 에도성(江戸城)에서 입는 예복이 되었고, 무늬 없는 호이는 하타모토(旗本) 계급의 예복이 되었다(엄밀하게는 조정의 관위가 없는 막부 신료 가운데 막부가 호이를 허가한 경우. 허락되지 않은 자는 스오(素襖)를 입었다).
4위로 중장(中将)・소장(少将)・시종에 임명된 자의 예복은 히타타레, 그 외의 4위 이상의 가리기누, 5위는 오오몬(大紋), 허가는 받았는데 관위가 없는 자는 호이, 그 외에는 스오를 입었다. 에도 막부에서는 조정으로부터 받은 관위 3위 이상에 오른 자는 도쿠가와 고산케(御三家)・고산쿄(御三卿)와 마에다(前田) 집안 뿐이었고, 상급 다이묘(大名)는 4위였다. 그 외의 다이묘나 고위 집안은 5위에 임명되었다. 6위 이하는 없었다. 또한 쇼군 임명이나 불사(仏事) 등 쇼군의 쇼쿠타이(束帯)나 의관 등에는 5위 이상은 같은 차림이었다.
또한 4위 시종 이상도 고쿠모토(国元) 등이 가리기누를 입었는데, 도쿠가와 집안의 종가와 고산케(御三家)・고산쿄(御三卿)를 제외한 무가의 가리기누는 원칙적으로 안감을 댈 수 없었다.
1869년(메이지 2년)부터는 제후 5위 이상도 구게에 준하는 대우를 받게 되었다.
근세에는 구게들로 덴조비토(殿上人) 이상 다이나곤(大納言) 이하, 호이는 시게닌(地下人) 계급이 입궐할 때 쓰였다. 또한 가마쿠라 시대(鎌倉時代) 이후 구게 대신(大臣) 이상은 고누시(小直衣)를 입었으므로(정확히는 셋케는 내대신 이상, 세이카게는 근위대장에 임명된 이후 착용), 가리기누를 입지 않았다. 상황은 중세에는 고노시와 가리기누를 함께 입을 수 있었지만, 근세에는 고노시가 중심이 되어 가리기누를 입은 사례가 별로 없다.
현대에는 신직의 예복으로 쓰이게 되었다. 일본의 신사 본청(本庁) 제도에서는 2급 이상은 뒤 있는 가리기누를 사용할 수 있지만 3급 이하는 사계절을 통해 짧은 가리기누에 신분의 높낮이에 따라 뒤를 달게 제한된 근세의 자취가 남아 있었다. 또한 3급 이하는 민무늬의 평견 혹은 현문사 등의 옷감에 국한됐지만 근래에는 평견의 가리기누(호이)를 입는 자는 없고 사 이외의 옷감도 등급을 불문하고 쓰이고 있다. 3급 이하의 짧은 가리기누는 당연히 연괄이어야 하는데 이 또한 애매하게 되어 있다.